# Самоа на Светском првенству у атлетици у дворани 2014.
Самоа је учествовала на Светском првенству у атлетици у дворани 2014. одржаном у Сопоту од 7. до 9. марта осми пут. Репрезентацију Самое представљао је један атлетичар, који се такмичио у трци на 400 метара.,
На овом првенству Самоа није освојила ниједну медаљу. Није било нових националних, личних и рекорда сезоне.

## Учесници
Мушкарци:
- Siologa Viliamu Sepa — 400 м

## Резултати

### Мушкарци
| Атлетичар            | Дисциплина | Лични рекорд | Квалификације                   | Квалификације                   | Полуфинале           | Полуфинале           | Финале               | Финале               | Детаљи |
| Атлетичар            | Дисциплина | Лични рекорд | Резултат                        | Место                           | Резултат             | Место                | Резултат             | Место                | Детаљи |
| -------------------- | ---------- | ------------ | ------------------------------- | ------------------------------- | -------------------- | -------------------- | -------------------- | -------------------- | ------ |
| Siologa Viliamu Sepa | 400 м      |              | Дисквалификован по чл. 163,3(а) | Дисквалификован по чл. 163,3(а) | Није се квалификовао | Није се квалификовао | Није се квалификовао | Није се квалификовао |        |